# Drepanulatrix electa
Drepanulatrix electa là một loài bướm đêm trong họ Geometridae.